# 850 Альтона
850 Альтона (1916 S24, A923 RP, 850 Altona) — астероїд головного поясу, відкритий 27 березня 1916 року.
Тіссеранів параметр щодо Юпітера — 3,187.